# Kaplica św. Anny w Krakowie
Kaplica św. Anny – zabytkowa, neorenesansowa kaplica rzymskokatolicka w Domu Pomocy Społecznej im. Helclów na Kleparzu w Krakowie przy ul. Helclów 2. Budynki DPS wraz z kaplicą w 1968 roku zostały wpisane do rejestru zabytków. Projekt opracował  i budową kierował Tomasz Pryliński.

## Historia
Anna Helclowa, która zmarła w kwietniu 1880 roku, w swoim testamencie pozostawiła większość posiadanego majątku na "Zakład publiczny dobroczynny w mieście Krakowie dla ubogich chrześcijan religii katolickiej". Miał on nosić imię Ludwika i Anny Helclów. Projekt budynku opracował Tomasz Pryliński w stylu neorenesansowym. Kamień węgielny pod budynek położono w sierpniu 1886 roku. Składa się on z budynku od frontu (od ul. Helclów) i dwóch prostopadłych do niego skrzydeł bocznych. Pośrodku dziedzińca, pomiędzy skrzydłami, zbudowano kaplicę. Została ona połączona z budynkiem głównym przejściem zarówno na parterze, jak i pierwszym piętrze. Nad przejściem umieszczono dzwonnicę. W momencie otwarcia (1890) kaplica miała ogrzewanie centralne (kaloryfery), podczas gdy pozostałe pomieszczenia były ogrzewane piecami kaflowymi, których paleniska umieszczono na korytarzach. Cały budynek miał oświetlenie gazowe.

### Konsekracja kaplicy
Poświęcenia budynku i konsekracji kaplicy dokonał biskup Albin Dunajewski w dniach 24-25 lipca 1890 roku. W dniu 24 lipca biskup poświęcił dzwony kaplicy i budynek Zakładu. 25 lipca miała miejsce konsekracja kaplicy. W uroczystości wzięli udział m.in.: kurator Zakładu Ludwik Szumańczowski, Jan Matejko, wiceprezydent Krakowa Józef Friedlein, Juliusz Kossak, Władysław Łuszczkiewicz. W ołtarzu głównym umieszczono obraz przedstawiający św. Annę z Najświętszą Marią Panną autorstwa Józefa Unierzyskiego.
Przy kaplicy powstał Dom Zakonny Sióstr Miłosierdzia, które podjęły się opieki nad pensjonariuszami.

### II wojna światowa i okres powojenny
Podczas II wojny światowej Dom przy ul. Helclów został częściowo zajęty przez niemieckich okupantów i zamieniony w więzienie, przez co kaplica popadła w ruinę. Nie polepszyła tego stanu rzeczy powojenna polityka władz komunistycznych i upaństwowienie zakładu. Kaplicę wyremontowano dopiero na początku lat 2000. Ponownego jej poświęcenia dokonał kard. Stanisław Dziwisz 10 marca 2008 r.
Od początku swego istnienia do dziś kaplica św. Anny służy za miejsce modlitwy dla mieszkańców DPS-u przy ul. Helclów. Nabożeństwa są jednak otwarte m.in. dla rodzin pensjonariuszy, a także dla okolicznych mieszkańców.

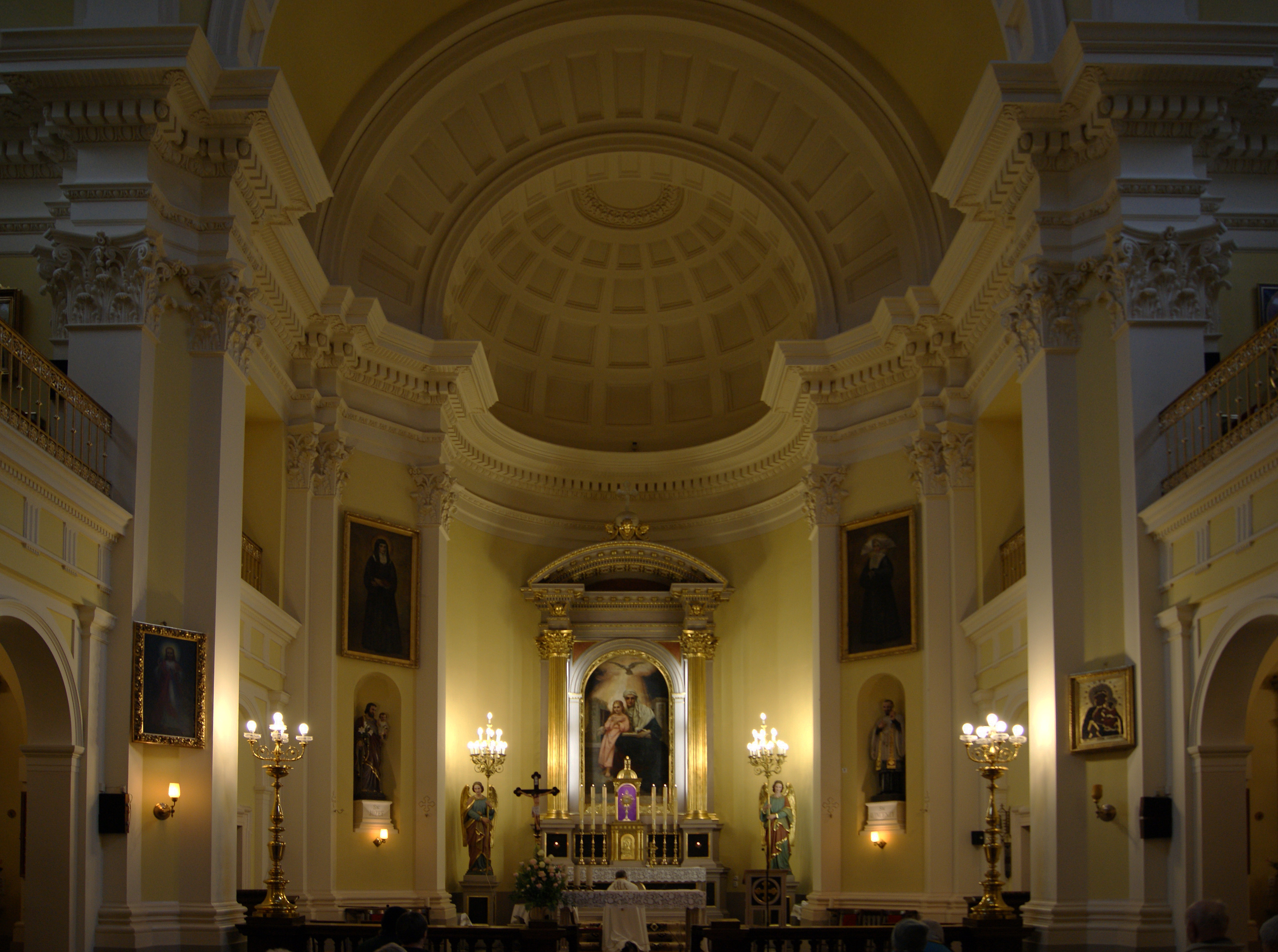
Wnętrze kaplicy